# Мытишинское сельское поселение
Мытишинское сельское поселение — упразднённое муниципальное образование в составе Угранского района Смоленской области России.
Административный центр — деревня Мытишино.
Образовано законом от 28 декабря 2004 года. Упразднено законом от 25 мая 2017 года с включением всех входивших в его состав населённых пунктов в Угранское сельское поселение.

## Географические данные
- Расположение: северо-западная часть Угранского района
- Общая площадь: 203,37 км²
- Граничит:
  - на севере — с Вяземским районом
  - на востоке — с Русановским сельским поселением
  - на юге — с Полдневским сельским поселением
  - на юго-западе — с Захарьевским сельским поселением
  - на северо-западе — с Дорогобужским районом
- По территории поселения проходит автодорога Угра — Мытишино.

## Население
| 2011 | 2012 | 2013 | 2014 | 2015 | 2016 | 2017 |
| ---- | ---- | ---- | ---- | ---- | ---- | ---- |
| 146  | ↘138 | ↘130 | ↘124 | ↘118 | ↘109 | ↘103 |

## Населённые пункты
На территории поселения находилось 14 населённых пунктов:
- Деревня Мытишино — административный центр
- Березняки, деревня
- Выгорь, деревня
- Дуденки, деревня
- Калинино, деревня
- Кореино, деревня
- Латорево, деревня
- Мзы, деревня
- Раслово, деревня
- Сергеево, деревня
- Суборь, деревня
- Трубино, деревня
- Фоминское, деревня
- Харино, деревня

6 деревень поселения не имеют постоянного населения. Общая численность населения — 208 человек.